# Csobánka, Pesta
Csobánka  este un sat în districtul Szentendre, județul Pesta, Ungaria, având o populație de 3.061 de locuitori (2011).

## Demografie
Componența etnică a satului Csobánka
     Maghiari (79,18%)
     Romi (12,89%)
     Germani (3,69%)
     Sârbi (1,08%)
     Slovaci (1,03%)
     Necunoscut (1,3%)
     Alții (0,83%)
Componența confesională a satului Csobánka
     Romano-catolici (36,36%)
     Fără religie (16,24%)
     Reformați (8,95%)
     Atei (2,74%)
     Luterani (1,01%)
     Necunoscută (33,55%)
     Alte religii (3,14%)
Conform recensământului din 2011, satul Csobánka avea 3.061 de locuitori. Din punct de vedere etnic, majoritatea locuitorilor (79,18%) erau maghiari, existând și minorități de romi (12,89%), germani (3,69%), sârbi (1,08%) și slovaci (1,03%). Apartenența etnică nu este cunoscută în cazul a 1,3% din locuitori. Nu există o religie majoritară, locuitorii fiind romano-catolici (36,36%), persoane fără religie (16,24%), reformați (8,95%), atei (2,74%) și luterani (1,01%). Pentru 33,55% din locuitori nu este cunoscută apartenența confesională.